# SunCoke Energy
SunCoke Energy ist ein amerikanisches Kokereiunternehmen. Das Unternehmen wurde 2012 von Sunoco abgespalten und besitzt 5 Kokereien mit einer Kapazität von 4,2 Mio. t pro Jahr.
1969 wurde die erste Kokerei in Jewell errichtet, nachdem sich die Virginia-Kohle als verkokbar erwies.
2013 ging das Unternehmen eine Joint Venture mit der indischen VISA Steel ein. Für ArcelorMittal betreibt die Firma eine Kokerei in Vitória, Brasilien. 2015 erwarb SunCoke das Convent Marine Terminal in Convent (Louisiana).

## Werke
| Kokerei            | Ort                    | Kunde         | Baujahr | Anzahl Koksbatterien | Kapazität (1000 Jato) | Nutzung der Kokereigase |
| ------------------ | ---------------------- | ------------- | ------- | -------------------- | --------------------- | ----------------------- |
| Jewell             | Vansant, Virginia      | ArcelorMittal | 1962    | 142                  | 720                   | Kohletrocknung          |
| Indiana Harbor     | East Chicago, Indiana  | ArcelorMittal | 1998    | 268                  | 1.220                 | Stromerzeugung          |
| Haverhill Phase I  | Franklin Furnace, Ohio | ArcelorMittal | 2005    | 100                  | 550                   | Prozessdampf an Altivia |
| Haverhill Phase II | Franklin Furnace, Ohio | AK Steel      | 2008    | 100                  | 550                   | Stromerzeugung          |
| Granite City       | Granite City, Illinois | U.S. Steel    | 2009    | 120                  | 650                   | Stromerzeugung          |
| Middletown         | Middletown, Ohio       | AK Steel      | 2011    | 100                  | 550                   | Stromerzeugung          |
| Insgesamt          |                        |               |         | 830                  | 4.240                 |                         |